# Campionatul Mondial de Fotbal 2022 – Grupa B
Grupa B de la Campionatul Mondial de Fotbal 2022 a avut loc în perioada 21-29 noiembrie 2022. Grupa a fost alcătuită din Anglia, Iran, SUA și Țara Galilor. Clasate pe primele două locuri, Anglia și SUA au avansat în runda optimilor.

### Echipe
| Poziția tragerii | Echipa                     | Urnă | Confederația | Metoda calificării                          | Data calificării  | Apariții în turneul final | Ultima apariție | Cea mai bună performanță             | Clasamentul FIFA | Clasamentul FIFA |
| Poziția tragerii | Echipa                     | Urnă | Confederația | Metoda calificării                          | Data calificării  | Apariții în turneul final | Ultima apariție | Cea mai bună performanță             | octombrie 2022   | Octombrie 2022   |
| ---------------- | -------------------------- | ---- | ------------ | ------------------------------------------- | ----------------- | ------------------------- | --------------- | ------------------------------------ | ---------------- | ---------------- |
| B1               | Anglia                     | 1    | UEFA         | UEFA Grupa I winners                        | 15 noiembrie 2021 | 16                        | 2018            | Campioană (1966)                     | 5                | 5                |
| B2               | Iran                       | 3    | AFC          | Câștigătoare a Grupei A Runda a treia - AFC | 27 ianuarie 2022  | 6                         | 2018            | Grupe (1978, 1998, 2006, 2014, 2018) | 21               | 20               |
| B3               | Statele Unite ale Americii | 2    | CONCACAF     | Locul trei Runda a treia CONCACAF           | 30 martie 2022    | 11                        | 2014            | Locul trei (1930)                    | 15               | 16               |
| B4               | Țara Galilor               | 4    | UEFA         | Câștigătoare Calea A Runda a doua           | 5 iunie 2022      | 2                         | 1958            | Sferturi de finală (1958)            | 18               | 19               |

Note
1. ↑  Clasamentul din octombrie 2022 a fost folosit pentru tragerea la sorți.
2. 1 2  Deoarece identitatea câștigătoarelor din turul al doilea al Căii A UEFA nu era cunoscută la momentul tragerii la sorți finale, pozițiile din clasamentul FIFA nu au fost luate în considerare, iar ocupanta locului la tragerea la sorți a fost repartizată automat în urna 4.[3]

## Clasament
| Loc | Echipa                     | MJ | V | E | Î | GM | GP | DG | Pct | Calificare                      |
| --- | -------------------------- | -- | - | - | - | -- | -- | -- | --- | ------------------------------- |
| 1   | Anglia                     | 3  | 2 | 1 | 0 | 9  | 2  | +7 | 7   | Avansează în Runda eliminatorie |
| 2   | Statele Unite ale Americii | 3  | 1 | 2 | 0 | 2  | 1  | +1 | 5   | Avansează în Runda eliminatorie |
| 3   | Iran                       | 3  | 1 | 0 | 2 | 4  | 7  | −3 | 3   |                                 |
| 4   | Țara Galilor               | 3  | 0 | 1 | 2 | 1  | 6  | −5 | 1   |                                 |

## Meciurile
Toate orele sunt listate la ora României.

### Anglia vs Iran
Cele două echipe nu s-au mai întâlnit niciodată într-un meci oficial.
| Anglia                                                                          | 6–2    | Iran                        |
| ------------------------------------------------------------------------------- | ------ | --------------------------- |
| - Bellingham 35' - Saka 43', 62' - Sterling 45+1' - Rashford 71' - Grealish 90' | Raport | - Taremi 65', 90+13' (pen.) |

| Anglia | Iran |

| GK               | 1  | Jordan Pickford |  |     |
| RB               | 12 | Kieran Trippier |  |     |
| CB               | 5  | John Stones     |  |     |
| CB               | 6  | Harry Maguire   |  | 70' |
| LB               | 3  | Luke Shaw       |  |     |
| CM               | 22 | Jude Bellingham |  |     |
| CM               | 4  | Declan Rice     |  |     |
| RW               | 17 | Bukayo Saka     |  | 70' |
| AM               | 19 | Mason Mount     |  | 70' |
| LW               | 10 | Raheem Sterling |  | 70' |
| CF               | 9  | Harry Kane (c)  |  | 75' |
| Înlocuiri:       |    |                 |  |     |
| DF               | 15 | Eric Dier       |  | 70' |
| FW               | 11 | Marcus Rashford |  | 70' |
| MF               | 20 | Phil Foden      |  | 70' |
| FW               | 7  | Jack Grealish   |  | 70' |
| FW               | 24 | Callum Wilson   |  | 75' |
| Manager:         |    |                 |  |     |
| Gareth Southgate |    |                 |  |     |

| GK             | 1  | Alireza Beiranvand     |     | 20' |
| CB             | 8  | Morteza Pouraliganji   | 48' |     |
| CB             | 15 | Rouzbeh Cheshmi        |     | 46' |
| CB             | 19 | Majid Hosseini         |     |     |
| RWB            | 2  | Sadegh Moharrami       |     |     |
| LWB            | 5  | Milad Mohammadi        |     | 63' |
| RM             | 7  | Alireza Jahanbakhsh    | 25' | 46' |
| CM             | 21 | Ahmad Nourollahi       |     | 77' |
| CM             | 18 | Ali Karimi             |     | 46' |
| LM             | 3  | Ehsan Hajsafi (c)      |     |     |
| CF             | 9  | Mehdi Taremi           |     |     |
| Înlocuiri:     |    |                        |     |     |
| GK             | 24 | Hossein Hosseini       |     | 20' |
| MF             | 6  | Saeid Ezatolahi        |     | 46' |
| DF             | 13 | Hossein Kanaanizadegan |     | 46' |
| MF             | 17 | Ali Gholizadeh         |     | 46' |
| MF             | 16 | Mehdi Torabi           |     | 63' |
| FW             | 20 | Sardar Azmoun          |     | 77' |
| Manager:       |    |                        |     |     |
| Carlos Queiroz |    |                        |     |     |

| Jucătorul meciului: Bukayo Saka (Anglia) Arbitri asistenți: Rodrigo Figueiredo (Brazilia) Danilo Simon Manis (Brazilia) Al patrulea oficial: Kevin Ortega (Peru) Arbitru asistent rezervă: Michael Orué (Peru) Arbitru asistent VAR: Leodán González (Uruguay) Arbitri asistenți video: Julio Bascuñán (Chile) Martín Soppi (Uruguay) Juan Martínez Munuera (Spania) Arbitri asistenți video: Juan Pablo Belatti (Argentina) |

### SUA vs Țara Galilor
| Statele Unite ale Americii | 1–1    | Țara Galilor      |
| -------------------------- | ------ | ----------------- |
| - Weah 36'                 | Raport | - Bale 82' (pen.) |

| Statele Unite ale Americii | Țara Galilor |

| GK              | 1  | Matt Turner       |        |     |
| RB              | 2  | Sergiño Dest      | 11'    | 74' |
| CB              | 3  | Walker Zimmerman  |        |     |
| CB              | 13 | Tim Ream          | 51'    |     |
| LB              | 5  | Antonee Robinson  |        |     |
| DM              | 4  | Tyler Adams (c)   |        |     |
| CM              | 8  | Weston McKennie   | 13'    | 66' |
| CM              | 6  | Yunus Musah       |        | 74' |
| RF              | 21 | Timothy Weah      |        | 88' |
| CF              | 24 | Josh Sargent      |        | 74' |
| LF              | 10 | Christian Pulisic |        |     |
| Înlocuiri:      |    |                   |        |     |
| FW              | 11 | Brenden Aaronson  |        | 66' |
| FW              | 19 | Haji Wright       |        | 74' |
| DF              | 22 | DeAndre Yedlin    |        | 74' |
| MF              | 23 | Kellyn Acosta     | 90+10' | 74' |
| FW              | 16 | Jordan Morris     |        | 88' |
| Manager:        |    |                   |        |     |
| Gregg Berhalter |    |                   |        |     |

| GK         | 1  | Wayne Hennessey |       |       |
| CB         | 5  | Chris Mepham    | 45+2' |       |
| CB         | 6  | Joe Rodon       |       |       |
| CB         | 4  | Ben Davies      |       |       |
| DM         | 15 | Ethan Ampadu    |       | 90+5' |
| CM         | 10 | Aaron Ramsey    |       |       |
| CM         | 8  | Harry Wilson    |       | 90+3' |
| RW         | 14 | Connor Roberts  |       |       |
| LW         | 3  | Neco Williams   |       | 79'   |
| CF         | 11 | Gareth Bale (c) | 40'   |       |
| CF         | 20 | Daniel James    |       | 46'   |
| Înlocuiri: |    |                 |       |       |
| FW         | 13 | Kieffer Moore   |       | 46'   |
| FW         | 9  | Brennan Johnson |       | 79'   |
| MF         | 22 | Sorba Thomas    |       | 90+3' |
| MF         | 16 | Joe Morrell     |       | 90+5' |
| Manager:   |    |                 |       |       |
| Rob Page   |    |                 |       |       |

| Jucătorul meciului: Gareth Bale (Țara Galilor) Arbitri asistenți: Taleb Al-Marri (Qatar) Saud Al-Maqaleh (Qatar) Al patrulea oficial: Ma Ning (China) Arbitru asistent rezervă: Cao Yi (China) Arbitru asistent VAR: Abdulla Al-Marri (Qatar) Arbitri asistenți video: Rédouane Jiyed (Maroc) Mokrane Gourari (Algeria) Adil Zourak (Maroc) Arbitri asistenți video: Elvis Noupue (Camerun) |

### Țara Galilor vs Iran
| Țara Galilor | 0–2    | Iran                              |
| ------------ | ------ | --------------------------------- |
|              | Raport | - Cheshmi 90+8' - Rezaeian 90+11' |

| Țara Galilor | Iran |

| GK         | 1  | Wayne Hennessey | 86'   |     |
| CB         | 5  | Chris Mepham    |       |     |
| CB         | 6  | Joe Rodon       | 45+3' |     |
| CB         | 4  | Ben Davies      |       |     |
| DM         | 15 | Ethan Ampadu    |       | 77' |
| CM         | 10 | Aaron Ramsey    |       | 87' |
| CM         | 8  | Harry Wilson    |       | 57' |
| RW         | 14 | Connor Roberts  |       | 57' |
| LW         | 3  | Neco Williams   |       |     |
| CF         | 11 | Gareth Bale (c) |       |     |
| CF         | 13 | Kieffer Moore   |       |     |
| Înlocuiri: |    |                 |       |     |
| FW         | 9  | Brennan Johnson |       | 57' |
| FW         | 20 | Daniel James    |       | 57' |
| MF         | 7  | Joe Allen       |       | 77' |
| GK         | 12 | Danny Ward      |       | 87' |
| Manager:   |    |                 |       |     |
| Rob Page   |    |                 |       |     |

| GK             | 24 | Hossein Hosseini     |       |     |
| RB             | 23 | Ramin Rezaeian       | 90+5' |     |
| CB             | 19 | Majid Hosseini       |       |     |
| CB             | 8  | Morteza Pouraliganji |       |     |
| LB             | 5  | Milad Mohammadi      |       |     |
| RM             | 17 | Ali Gholizadeh       |       | 77' |
| CM             | 6  | Saeid Ezatolahi      |       | 83' |
| CM             | 21 | Ahmad Nourollahi     |       | 77' |
| LM             | 3  | Ehsan Hajsafi (c)    |       | 77' |
| SS             | 9  | Mehdi Taremi         |       |     |
| CF             | 20 | Sardar Azmoun        |       | 68' |
| Înlocuiri:     |    |                      |       |     |
| FW             | 10 | Karim Ansarifard     |       | 68' |
| MF             | 16 | Mehdi Torabi         |       | 77' |
| MF             | 7  | Alireza Jahanbakhsh  | 90+5' | 77' |
| DF             | 15 | Rouzbeh Cheshmi      |       | 77' |
| MF             | 18 | Ali Karimi           |       | 83' |
| Manager:       |    |                      |       |     |
| Carlos Queiroz |    |                      |       |     |

| Jucătorul meciului: Rouzbeh Cheshmi (Iran) Arbitri asistenți: Caleb Wales (Trinidad și Tobago) Juan Carlos Mora (Costa Rica) Al patrulea oficial: Maguette Ndiaye (Senegal) Arbitru asistent rezervă: Djibril Camara (Senegal) Arbitru asistent VAR: Drew Fischer (Canada) Arbitri asistenți video: Fernando Guerrero (Mexic) Nicolás Taran (Uruguay) Adil Zourak (Maroc) Arbitri asistenți video: Bruno Pires (Brazilia) |

### Anglia vs SUA
| Anglia | 0–0    | Statele Unite ale Americii |
| ------ | ------ | -------------------------- |
|        | Raport |                            |

| Anglia | Statele Unite |

| GK               | 1  | Jordan Pickford  |  |     |
| RB               | 12 | Kieran Trippier  |  |     |
| CB               | 5  | John Stones      |  |     |
| CB               | 6  | Harry Maguire    |  |     |
| LB               | 3  | Luke Shaw        |  |     |
| CM               | 22 | Jude Bellingham  |  | 68' |
| CM               | 4  | Declan Rice      |  |     |
| RW               | 17 | Bukayo Saka      |  | 77' |
| AM               | 19 | Mason Mount      |  |     |
| LW               | 10 | Raheem Sterling  |  | 68' |
| CF               | 9  | Harry Kane (c)   |  |     |
| Înlocuiri:       |    |                  |  |     |
| FW               | 7  | Jack Grealish    |  | 68' |
| MF               | 8  | Jordan Henderson |  | 68' |
| FW               | 11 | Marcus Rashford  |  | 77' |
| Manager:         |    |                  |  |     |
| Gareth Southgate |    |                  |  |     |

| GK              | 1  | Matt Turner       |  |     |
| RB              | 2  | Sergiño Dest      |  | 77' |
| CB              | 3  | Walker Zimmerman  |  |     |
| CB              | 13 | Tim Ream          |  |     |
| LB              | 5  | Antonee Robinson  |  |     |
| RM              | 8  | Weston McKennie   |  | 77' |
| CM              | 4  | Tyler Adams (c)   |  |     |
| CM              | 6  | Yunus Musah       |  |     |
| LM              | 10 | Christian Pulisic |  |     |
| CF              | 21 | Timothy Weah      |  | 83' |
| CF              | 19 | Haji Wright       |  | 83' |
| Înlocuiri:      |    |                   |  |     |
| FW              | 11 | Brenden Aaronson  |  | 77' |
| DF              | 18 | Shaq Moore        |  | 77' |
| FW              | 7  | Giovanni Reyna    |  | 83' |
| FW              | 24 | Josh Sargent      |  | 83' |
| Manager:        |    |                   |  |     |
| Gregg Berhalter |    |                   |  |     |

| Jucătorul meciului: Christian Pulisic (SUA) Arbitri asistenți: Jorge Urrego (Venezuela) Tulio Moreno (Venezuela) Al patrulea oficial: Yoshimi Yamashita (Japonia) Arbitru asistent rezervă: Neuza Back (Brazilia) Arbitru asistent VAR: Juan Soto (Venezuela) Arbitri asistenți video: Nicolás Gallo (Columbia) Diego Bonfá (Argentina) Julio Bascuñán (Chile) Arbitri asistenți video: Ezequiel Brailovsky (Argentina) |

### Țara Galilor vs Anglia
| Țara Galilor | 0–3    | Anglia                          |
| ------------ | ------ | ------------------------------- |
|              | Raport | - Rashford 50', 68' - Foden 51' |

| Țara Galilor | Anglia |

| GK         | 12 | Danny Ward      |     |     |
| RB         | 3  | Neco Williams   |     | 36' |
| CB         | 5  | Chris Mepham    |     |     |
| CB         | 6  | Joe Rodon       |     |     |
| LB         | 4  | Ben Davies      |     | 57' |
| DM         | 15 | Ethan Ampadu    |     |     |
| CM         | 10 | Aaron Ramsey    | 61' |     |
| CM         | 7  | Joe Allen       |     | 81' |
| RF         | 11 | Gareth Bale (c) |     | 46' |
| CF         | 13 | Kieffer Moore   |     |     |
| LF         | 20 | Daniel James    | 29' | 77' |
| Înlocuiri: |    |                 |     |     |
| DF         | 14 | Connor Roberts  |     | 36' |
| FW         | 9  | Brennan Johnson |     | 46' |
| MF         | 16 | Joe Morrell     |     | 57' |
| MF         | 8  | Harry Wilson    |     | 77' |
| MF         | 25 | Rubin Colwill   |     | 81' |
| Manager:   |    |                 |     |     |
| Rob Page   |    |                 |     |     |

| GK               | 1  | Jordan Pickford        |  |     |
| RB               | 2  | Kyle Walker            |  | 57' |
| CB               | 5  | John Stones            |  |     |
| CB               | 6  | Harry Maguire          |  |     |
| LB               | 3  | Luke Shaw              |  | 65' |
| DM               | 4  | Declan Rice            |  | 57' |
| CM               | 8  | Jordan Henderson       |  |     |
| CM               | 22 | Jude Bellingham        |  |     |
| RF               | 20 | Phil Foden             |  |     |
| CF               | 9  | Harry Kane (c)         |  | 57' |
| LF               | 11 | Marcus Rashford        |  | 75' |
| Înlocuiri:       |    |                        |  |     |
| DF               | 18 | Trent Alexander-Arnold |  | 57' |
| FW               | 24 | Callum Wilson          |  | 57' |
| MF               | 14 | Kalvin Phillips        |  | 57' |
| DF               | 12 | Kieran Trippier        |  | 65' |
| FW               | 7  | Jack Grealish          |  | 75' |
| Manager:         |    |                        |  |     |
| Gareth Southgate |    |                        |  |     |

| Jucătorul meciului: Marcus Rashford (Anglia) Arbitri asistenți: Tomaž Klančnik (Slovenia) Andraž Kovačič (Slovenia) Al patrulea oficial: Yoshimi Yamashita (Japonia) Arbitru asistent rezervă: Karen Díaz Medina (Mexic) Arbitru asistent VAR: Marco Fritz (Germania) Arbitri asistenți video: Paolo Valeri (Italia) Paweł Sokolnicki (Polonia) Bastian Dankert (Germania) Arbitri asistenți video:' Vasile Marinescu (România) |

### Iran vs SUA
| Iran | 0–1    | Statele Unite ale Americii |
| ---- | ------ | -------------------------- |
|      | Raport | - Pulisic 38'              |

| Iran | Statele Unite |

| GK                         | 1  | Alireza Beiranvand     |       |       |
| RB                         | 23 | Ramin Rezaeian         |       |       |
| CB                         | 19 | Majid Hosseini         | 77'   |       |
| CB                         | 8  | Morteza Pouraliganji   |       |       |
| LB                         | 5  | Milad Mohammadi        |       | 45+2' |
| RM                         | 17 | Ali Gholizadeh         |       | 77'   |
| CM                         | 6  | Saeid Ezatolahi        |       |       |
| CM                         | 21 | Ahmad Nourollahi       |       | 71'   |
| LM                         | 3  | Ehsan Hajsafi (c)      |       | 71'   |
| SS                         | 9  | Mehdi Taremi           |       |       |
| CF                         | 20 | Sardar Azmoun          |       | 46'   |
| Înlocuiri:                 |    |                        |       |       |
| MF                         | 18 | Ali Karimi             |       | 45+2' |
| MF                         | 14 | Saman Ghoddos          |       | 46'   |
| MF                         | 16 | Mehdi Torabi           |       | 71'   |
| DF                         | 25 | Abolfazl Jalali        | 90+6' | 71'   |
| FW                         | 10 | Karim Ansarifard       |       | 77'   |
| Alte acțiuni disciplinare: |    |                        |       |       |
| DF                         | 13 | Hossein Kanaanizadegan | 83'   |       |
| Manager:                   |    |                        |       |       |
| Carlos Queiroz             |    |                        |       |       |

| GK              | 1  | Matt Turner            |     |     |
| RB              | 2  | Sergiño Dest           |     | 82' |
| CB              | 20 | Cameron Carter-Vickers |     |     |
| CB              | 13 | Tim Ream               |     |     |
| LB              | 5  | Antonee Robinson       |     |     |
| DM              | 4  | Tyler Adams (c)        | 43' |     |
| CM              | 6  | Yunus Musah            |     |     |
| CM              | 8  | Weston McKennie        |     | 65' |
| RF              | 21 | Timothy Weah           |     | 82' |
| CF              | 24 | Josh Sargent           |     | 77' |
| LF              | 10 | Christian Pulisic      |     | 46' |
| Înlocuiri:      |    |                        |     |     |
| FW              | 11 | Brenden Aaronson       |     | 46' |
| MF              | 23 | Kellyn Acosta          |     | 65' |
| FW              | 19 | Haji Wright            |     | 77' |
| DF              | 18 | Shaq Moore             |     | 82' |
| DF              | 3  | Walker Zimmerman       |     | 82' |
| Manager:        |    |                        |     |     |
| Gregg Berhalter |    |                        |     |     |

| Jucătorul meciului: Christian Pulisic (United States) Arbitri asistenți: Pau Cebrián Devís (Spania) Roberto Díaz Pérez del Palomar (Spania) Al patrulea oficial: Kevin Ortega (Peru) Arbitru asistent rezervă: Jesús Sánchez (Peru) Arbitru asistent VAR: Juan Martínez Munuera (Spania) Arbitri asistenți video: Ricardo de Burgos Bengoetxea (Spania) Neuza Back (Brazilia) Alejandro Hernández Hernández (Spania) Arbitri asistenți video: Bruno Pires (Brazil) |

## Disciplină
Punctele fair-play urmau să fie folosite ca departajare în cazul în care echipele ar fi fost la egalitate în clasamentul din grupă și în meciul direct. Acestea au fost calculate pe baza cartonașelor galbene și roșii primite în toate meciurile din grupe, după cum urmează: 
- Primul cartonaș galben: -1 punct;
- Cartonaș roșu indirect (al doilea cartonaș galben): -3 puncte;
- Cartonaș roșu direct: -4 puncte;
- Cartonaș galben și cartonaș roșu direct: -5 puncte;

Doar una dintre penalizările de mai sus se aplică unui jucător într-un singur meci.
| Echipa                     | Meciul 1        | Meciul 1                               | Meciul 1      | Meciul 1                        | Meciul 2        | Meciul 2                               | Meciul 2      | Meciul 2                        | Meciul 3        | Meciul 3                               | Meciul 3      | Meciul 3                        | Puncte |
| Echipa                     | Cartonaș galben | Cartonaș galben · Cartonaș galben-roșu | Cartonaș roșu | Cartonaș galben · Cartonaș roșu | Cartonaș galben | Cartonaș galben · Cartonaș galben-roșu | Cartonaș roșu | Cartonaș galben · Cartonaș roșu | Cartonaș galben | Cartonaș galben · Cartonaș galben-roșu | Cartonaș roșu | Cartonaș galben · Cartonaș roșu | Puncte |
| -------------------------- | --------------- | -------------------------------------- | ------------- | ------------------------------- | --------------- | -------------------------------------- | ------------- | ------------------------------- | --------------- | -------------------------------------- | ------------- | ------------------------------- | ------ |
| Anglia                     |                 |                                        |               |                                 |                 |                                        |               |                                 |                 |                                        |               |                                 | 0      |
| Statele Unite ale Americii | 4               |                                        |               |                                 |                 |                                        |               |                                 | 1               |                                        |               |                                 | −5     |
| Iran                       | 2               |                                        |               |                                 | 2               |                                        |               |                                 | 3               |                                        |               |                                 | −7     |
| Țara Galilor               | 2               |                                        |               |                                 | 1               |                                        | 1             |                                 | 2               |                                        |               |                                 | −9     |

## Legături externe
- Site web oficial